# In Love and Deep Water
In Love and Deep Water (Originaltitel: クレイジークルーズ) ist eine japanische Kriminal- und Liebeskomödie aus dem Jahr 2023, die aus den Federn des Drehbuchautors Yūji Sakamoto stammt. Am 16. November 2023 nahm der Streamingdienst Netflix den Film weltweit in sein Angebot auf.

## Handlung
Auf einem Luxusliner ereignet sich ein rätselhafter Mord. Während das Schiff seinen Kurs in Richtung Ägäis fortsetzt, bringt das Schicksal den pflichtbewussten Butler Suguru Ubukata und die geheimnisvolle Passagierin Chizuru Banjaku zusammen, die versuchen, den Fall zu lösen und schon bald auf allerlei Intrigen, Geheimnisse und Chaos, aber auch auf die Liebe stoßen.

## Besetzung und Synchronisation
Die deutschsprachige Synchronisation entstand nach dem Dialogbuch von Änne Troester sowie unter der Dialogregie von Otto Strecker durch die Synchronfirma VSI Synchron in Berlin.
| Rolle                               | Schauspieler       | Synchronsprecher   |
| ----------------------------------- | ------------------ | ------------------ |
| Suguru Ubukata                      | Ryō Yoshizawa      | Nicolás Artajo     |
| Chizuru Banjaku                     | Aoi Miyazaki       | Franziska Trunte   |
| Hatsumi Yabuchi                     | Yō Yoshida         | Jana Kozewa        |
| Aina Horikawa                       | Rinko Kikuchi      | Josephine Schmidt  |
| Shintarō Ibuki                      | Kento Nagayama     | Ricardo Richter    |
| Ryūki Yuzawa                        | Yūki Izumisawa     | Sascha Werginz     |
| Shiori Hagiwara                     | Aju Makita         | Daniela Molina     |
| Sōhei Kuruma                        | Hatsunori Hasegawa | Lutz Riedel        |
| Misaki Kuruma                       | Saki Takaoka       | Ann Vielhaben      |
| Michihiko Kuruma                    | Ken Yasuda         | Sven Gerhardt      |
| Rena Kuruma                         | Rumika Ōgai        | Naomi Hadad        |
| Kanato Sakumoto                     | Yunho              | Tom Kanty          |
| Keiko Sakumoto                      | Nahana             | Tina Haseney       |
| Edward Edo                          | Takashi Okabe      | Tobias Lelle       |
| Naoyuki Fukawa                      | Amane Okayama      | Sebastian Kluckert |
| Tatsurō Tadokoro                    | Yoshimasa Kondō    | Otto Strecker      |
| Takahito Komiya                     | Tomu Miyazaki      | Axel Strothmann    |
| Wakaba Funabashi / Wakana Funabashi | Miyu Hayashida     | Diana Ebert        |
| Ryō Kiyokawa                        | Hidekazu Mashima   | Sascha Krüger      |